# روابط آرژانتین و ایران
روابط آرژانتین و ایران به روابط دیپلماتیک بین جمهوری آرژانتین و جمهوری اسلامی ایران گفته می‌شود. در ابتدا روابط بین دو کشور دوستانه بود، با این حال، پس از بمباران سفارت اسرائیل در بوئنوس آیرس روابط بین دو کشور تیره شد و تقریباً از هم گسست. دولت آرژانتین ایران و نیروهای نیابتی آن را به حملات در خاک خود متهم کرده‌است.
هر دو کشور عضو گروه ۱۵، گروه ۲۴، گروه ۷۷ و سازمان ملل هستند.

## تاریخ

### روابط اولیه

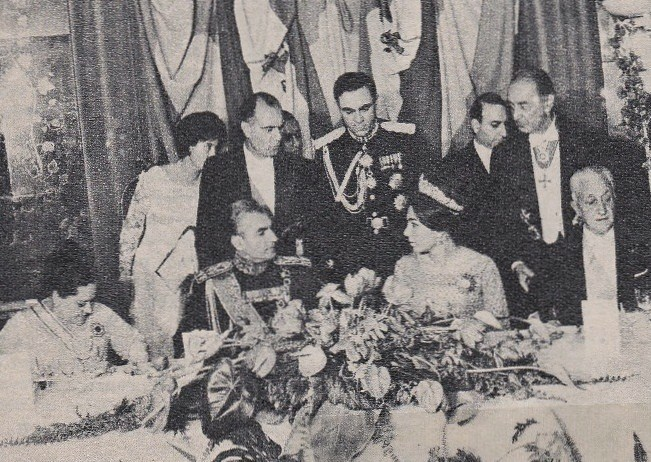
محمدرضا پهلوی به همراه آرتورو اومبرتو ایلیا رئیس‌جمهور آرژانتین در سفر رسمی به آرژانتین؛ می ۱۹۶۵.

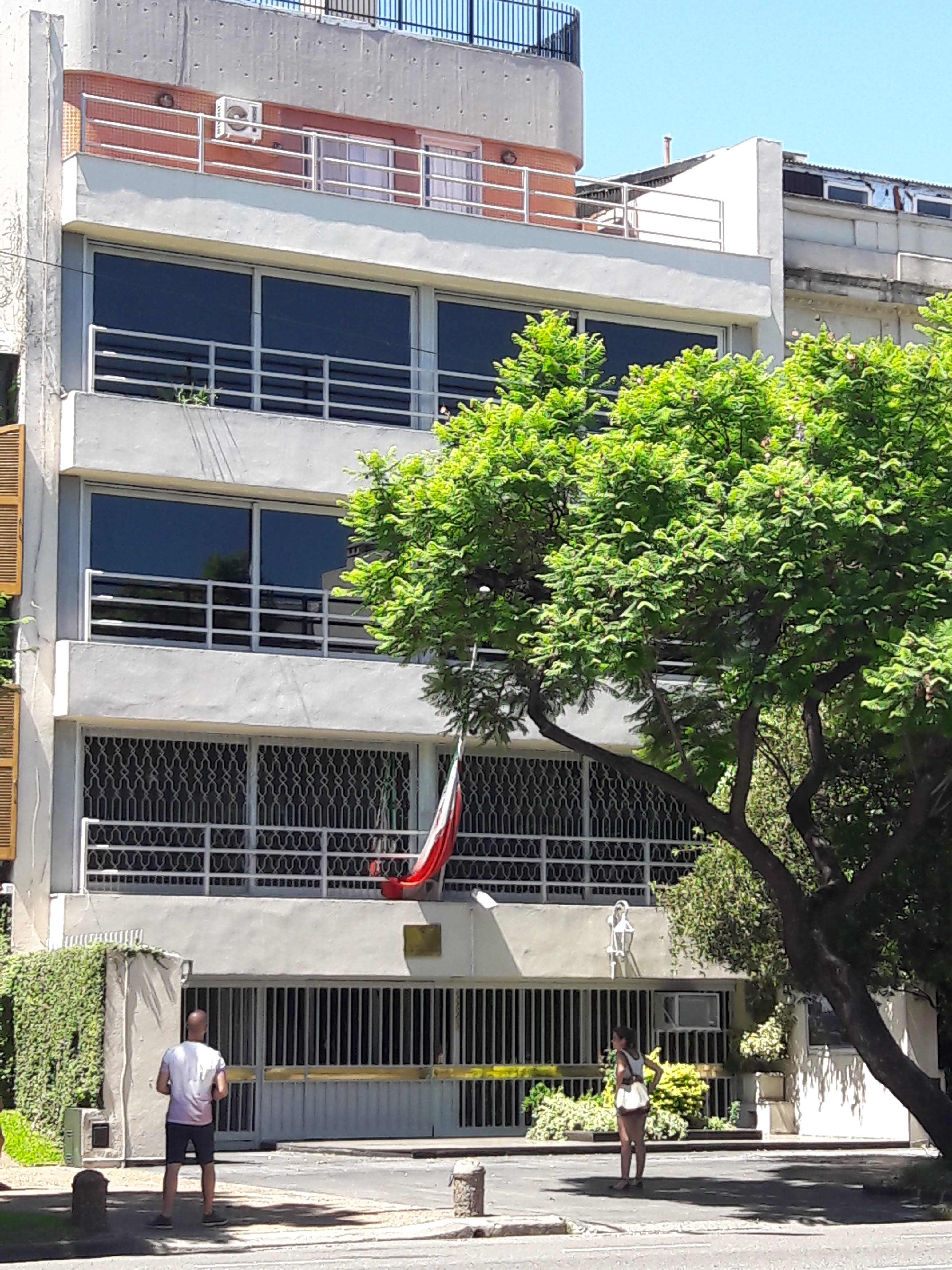
سفارت ایران در بوئنوس آیرس

در سال ۱۹۰۲، آرژانتین و ایران (در آن زمان به نام پرشیا) روابط دیپلماتیک برقرار کردند. در سال ۱۹۳۵ ایران یک سفارت مقیم در بوینس آیرس افتتاح کرد که اولین نمایندگی دیپلماتیک خود در آمریکای لاتین بود. در سال ۱۹۴۸، آرژانتین سفارت خود را در تهران افتتاح کرد.
در اردیبهشت ۱۳۴۴ محمدرضا پهلوی برای سفر رسمی به آرژانتین با آرتورو اومبرتو ایلیا رئیس‌جمهور آرژانتین دیدار کرد. زمانی که شاه در آرژانتین بود، نشان ژنرال آزادیبخش سن مارتین، بالاترین نشان آرژانتین را دریافت کرد.
در دهه ۱۹۷۰، به دلیل بی‌ثباتی سیاسی داخلی در آرژانتین؛ روابط بین دو ملت تا اندکی پس از کودتای مارس ۱۹۷۶ به سردی گرایید. در تیرماه ۱۳۵۶ هیئتی آرژانتینی مرکب از چهار نفر وارد تهران شد. آنها به مدت دو روز با همتایان ایرانی خود دیدار کردند و در مورد احتمالات مختلف همکاری گفتگو کردند و فهرستی از توافقات احتمالی را تهیه کردند که قرار است در تاریخ بعدی امضا شود.
در سال ۱۹۷۹، ایران انقلابی را تجربه کرد که در آن شاه از قدرت کنار رفت و به تبعید فرستاده شد. پیروزی انقلاب اسلامی ایران در سال ۱۹۷۹ اصولاً آسیبی به روابط دوجانبه بین دو ملت وارد نکرد. در سال ۱۹۹۰، آرژانتین توافقنامه انرژی هسته ای را با ایران امضا کرد.

### بمب‌گذاری در سفارت اسرائیل و آمیا
در مارس ۱۹۹۲، سفارت اسرائیل در بوئنوس آیرس بمباران شد که بر اثر آن ۲۹ نفر کشته و ۲۴۲ نفر زخمی شدند. مسئولیت این بمب‌گذاری را سازمان جهاد اسلامی که با ایران و احتمالاً حزب‌الله لبنان مرتبط است، بر عهده گرفت.

### روابط امروزی
در آگوست ۲۰۲۱، آرژانتین به شدت با تصمیم دولت ایران مبنی بر انتصاب احمد وحیدی به عنوان وزیر کشور مخالفت کرد. وحیدی توسط آرژانتین به عنوان یکی از عاملان حمله به آمیا در سال ۱۹۹۴ متهم شده‌است.
در سال ۲۰۲۰ حدود ۲۰۰۰ ایرانی در آرژانتین زندگی می‌کردند.

## بازدیدهای سطح بالا
بازدیدهای بالاترین مقام از آرژانتین در ایران
- آلفردو کریم یوما معاون وزیر خارجه (۱۹۹۰)

بازدیدهای بالاترین مقام از ایران در آرژانتین
- شاه محمدرضا پهلوی (۱۳۴۴)
- فرستاده ویژه میرحسین موسوی (۱۳۶۹)

## توافقات دوجانبه
هر دو کشور چند موافقتنامه دوجانبه مانند توافقنامه تجاری (۱۹۹۰) امضا کرده‌اند. یادداشت تفاهم برای توسعه روابط (۱۹۹۰); موافقتنامه همکاری برای استفاده صلح آمیز از انرژی هسته ای (۱۹۹۰) و یادداشت تفاهم برای ایجاد کمیسیون حقیقت در رابطه با بمب‌گذاری آمیا.

## نمایندگی‌های دیپلماتیک مقیم
- آرژانتین در تهران سفارت دارد.[۱۲]
- ایران در بوئنوس آیرس سفارت دارد.[۱۳]